# 政経タイムス事件
政経タイムス事件（せいけいタイムスじけん）とは、選挙報道に関する日本の訴訟。選挙期間中に報道が可能な印刷媒体の要件を限定した公職選挙法の規定が、日本国憲法第21条が規定する表現の自由に違反するかが問われた裁判。

## 概要
政経タイムス発行人Xは1971年頃から月1回、タブロイド判の『政経タイムス』を発行していた。1975年4月に行われた埼玉県議会選挙の際に、秩父市等の埼玉北1区の県議選候補者について「落選以外にない」等と論評した新聞2万1300部を発行した。公職選挙法148条は選挙時だけに発行される選挙用新聞を規制するために「新聞の場合は月3回以上、雑誌の場合は月1回以上定期的に発行している」「第三種郵便の許可を受けている」「選挙期日の公示又は告示の日の1年前（時事に関する日刊新聞では6ヶ月前）から引き続き発行している」の3つの条件を満たす新聞、雑誌にのみ選挙報道を許可しているが、この規定に違反したとしてXが訴追された。
1976年4月7日に秩父簡易裁判所はXに対して罰金1万円の判決を言い渡し、1978年3月22日に東京高等裁判所は控訴を棄却した。Xは「公職選挙法の規定は表現の自由に違反するほか、大新聞と小新聞に差別を設けるもので違憲」と主張して上告した。
1979年12月20日に最高裁判所第一小法廷は以下のように判示して上告を棄却し、有罪判決が確定した。
- 公職選挙法（略）148条3項の規定は、いわゆる選挙目当ての新聞紙・雑誌が選挙の公正を害し特定の候補者と結びつく弊害を除去するためやむをえず設けられた規制であって（略）、公正な選挙を確保するために脱法行為を防止する趣旨のものである。
- 右のような立法の趣旨・目的からすると、同項に関する罰則規定である同法235条の2第2号のいう選挙に関する「報道又は論評」とは、当該選挙に関する一切の報道・論評を指すのではなく、特定の候補者の得票について有利又は不利に働く恐れがある報道・論評をいうものと解するのが相当である。さらに、右規定の構成要件に形式的に該当する場合であっても、もしその新聞紙・雑誌が真に公正な報道・論評を掲載したものであれば、その行為の違法性が阻却されるものと解すべきである
- 右のように解する以上、公職選挙法148条3項1号イの「新聞紙にあっては毎月3回以上」の部分が憲法21条、14条に違反しないことは明らかである。